# Vates lobata
Vates lobata es una especie de mantis de la familia Mantidae.

## Distribución geográfica
Se encuentra en Trinidad.